# پایگاه هوایی پلاتو
 پایگاه هوایی پلاتو (به انگلیسی: Plateau Station) یک فرودگاه با کد یاتا none است که یک باند فرود برف دارد و طول باند آن ۳۵۰۰ متر است. این فرودگاه در کشور جنوبگان قرار دارد .